# Kūrānābād
Kūrānābād (persiska: کوران آباد, Gūrānābād, گوران آباد) är en ort i Iran.   Den ligger i provinsen Västazarbaijan, i den nordvästra delen av landet, 600 km väster om huvudstaden Teheran. Kūrānābād ligger 1 549 meter över havet och antalet invånare är 101.
Terrängen runt Kūrānābād är huvudsakligen kuperad. Kūrānābād ligger nere i en dal.Runt Kūrānābād är det ganska tätbefolkat, med 185 invånare per kvadratkilometer. Närmaste större samhälle är Neychālān, 4,8 km sydväst om Kūrānābād. Trakten runt Kūrānābād består i huvudsak av gräsmarker.